# Walkin' Butterfly
Walkin' Butterfly (ウォーキン・バタフライ) est un manga en quatre volumes de Chihiro Tamaki. Il a été publié pour la première fois au Japon en 2003 et en France en 2008 chez Asuka.

## Résumé
Michiko déteste son corps et le considère comme malédiction. Depuis son enfance elle n'assume pas le fait de dépasser par la taille tous les jeunes de son âge. Allant de déceptions amoureuses en tourments existentiels, elle est expulsée de son lycée et plonge dans la délinquance. Elle vit de petits emplois qu'elle n'occupe pas longtemps : son tempérament lui vaut de se faire licencier de chacun d'eux.
Mais grâce à un malentendu, Michiko se retrouve plongée dans le monde de la mode. Milieu dont elle ne connaît aucun code, mais où elle découvre qu'être grande peut se révéler un atout de taille. À cause des moqueries du responsable du défilé, Michiko décide de reprendre sa vie en main en devenant mannequin.

## Adaptation en drama japonais
Le drama Walkin' Butterfly a été réalisé en 2008 par Aso Manabu et Miyashita Kensaku
- Nakabeppu Aoi dans le rôle de Michiko Torayasu
- Kitamura Eiki dans le rôle de Nishikino Kenichiro
- Takizawa Saori dans le rôle de Mizono
- Ishii Tomoya dans le rôle de Ishikura Tomio
- Toyota Maho dans le rôle de Tago Ryo
- Miura Mariko dans le rôle de Kitayama Kaoru
- Ayana Sakai dans le rôle de Aihara Megumi
- Satomi Ishihara dans le rôle de Yukari Hayase